# Солоник (Калинковичский район)
Солоник (бел. Саланік) — посёлок в Зеленочском сельсовете Калинковичского района Гомельской области Беларуси.

## География

### Расположение
В 32 км на северо-восток от Калинкович, 13 км от железнодорожной станции Горочичи (на линии Жлобин — Калинковичи), 119 км от Гомеля.

### Гидрография
На востоке мелиоративные каналы.

## Транспортная сеть
Транспортные связи по просёлочной, затем автомобильной дороге Гомель — Лунинец. Планировка состоит из прямолинейной, близкой к меридиональной ориентации улицы. Застройка двусторонняя, деревянная усадебного типа.

## История
Основан в начале XX века переселенцами из соседних деревень. В 1931 году жители вступили в колхоз. Во время Великой Отечественной войны 17 жителей погибли на фронте. Согласно переписи 1959 года в составе колхоза имени М. И. Калинина (центр — деревня Носовичи).

## Население

### Численность
- 2004 год — 25 хозяйств, 53 жителя.
- 2013 год — 20 жителей

### Динамика
- 1959 год — 125 жителей (согласно переписи).
- 2004 год — 25 хозяйств, 53 жителя.
- 2013 год — 6 хозяйств, 20 жителей.